# Aliye Sultan
Aliye Sultan (turco ottomano: عالیه سلطان, lett. "nata nobile"; Istanbul, 24 agosto 1880 – Istanbul, 17 settembre 1903) è stata una principessa ottomana, figlia del sultano Murad V e della consorte Resan Hanim.

## Origini
Aliye Sultan nacque il 24 agosto 1880 a Istanbul, nel Palazzo di Çırağan. Suo padre era Murad V, sultano ottomano deposto nel 1876 dopo 93 giorni di regno, e sua madre la consorte Resan Hanim. Aveva una sorella maggiore, Fatma Sultan. Venne chiamata in onore della sorella di suo padre, morta nell'infanzia. 
Aliye nacque e visse in confinamento: infatti, dopo essere stato deposto, Murad V venne rinchiuso, con tutta la sua famiglia, nel Palazzo di Çırağan dal nuovo sultano, il suo fratellastro Abdülhamid II. Aliye e sua sorella Fatma furono le uniche, fra i figli di Murad, a nascere durante la prigionia.

## Malattia
Nel 1903 Aliye si ammalò di influenza, dalla quale non si riprese. S'indebolì sempre più, ma i medici non furono in grado di capire quale fosse il problema. Alla fine, impotenti, suggerirono che la ragazza stesse patendo le conseguenze della prigionia e consigliarono di tentare di farle passare qualche tempo all'esterno.
Murad ne fu sconvolto. Legatissimo ai figli, aveva già sofferto quando, nel 1989, le due figlie maggiori, Hatice Sultan e Fehime Sultan, avevano lasciato il palazzo per sposarsi, senza poterle mai più rivedere per ordine di Abdülhamid II, e non voleva perdere anche Aliye. Tuttavia, per il bene della figlia, alla fine cedette e scrisse ad Abdülhamid, che acconsentì a portare la ragazza a corte, a Palazzo Yıldız.

## Morte
Il cambio d'aria non servì e Aliye morì il 17 settembre 1903, a ventitré anni. Abdülhamid II non permise ai suoi genitori o a sua sorella di vederla prima o dopo la morte e la fece seppellire nel mausoleo Mehmed Ali Paşah nel cimitero di Eyüp.
La sua morte, insieme allo scandalo che coinvolse la figlia Hatice Sultan l'anno seguente minarono definitivamente la salute di Murad, che morì a metà del 1904.

## Cultura popolare
- Nella serie TV del 2017 Payitaht: Abdülhamid, Aliye Sultan è interpretata dall'attrice turca Gökşin Saraç.
- Aliye Sultan è un personaggio del romanzo storico di Ayşe Osmanoğlu The Gilded Cage on the Bosphorus (2020).